# Luciano Hoyo
Luciano Hoyo y Sánchez (n. Molina de Aragón, 8 de enero de 1823) fue un escultor y tallista español.

## Biografía
Natural de la localidad guadalajareña de Molina de Aragón, se trasladó muy joven a la capital de la provincia, donde recibió los primeros rudimentos del dibujo, que más tarde perfeccionaría en la Academia de Bellas Artes de San Fernando y en el Real Conservatorio de Artes. Dedicado al estudio de la escultura, y muy especialmente al de talla, se encargó a partir de 1860 del taller de modelos del acreditado establecimiento de cerrajería y fundición de Joaquín Domínguez. Tomó parte muy activa en las obras de hierro que esta empresa ejecutó para la Casa Nacional de Moneda, en los escudos heráldicos y adornos en madera para las habitación del marqués de Vallehermoso y para el duque de Abrantes, en los muebles y adornos esculpidos en diferentes maderas para la casa y oratorio del marqués de Falces, en la restauración de la salmantina Casa de las Conchas y en la capilla de Santa Ana de la catedral de Burgos.